# Pranýř (Piotrków Trybunalski)
Pranýř, polsky pręgierz, je středověkým sloupovým pranýřem umístěným na náměstí Rynek Trybunalski, ve čtvrti Stare Miasto ve městě Piotrków Trybunalski v Lodžském vojvodství v Polsku.

## Další informace
Pranýř, který v minulosti sloužil k trestání obyvatel, kteří porušili tehdejší zákony. První pranýř zde byl postaven v 16. století v blízkosti bývalé radnice a na jeho soklu je vytesaný rok 1578. Původní sloup pranýře se nedochoval. Současný sloup pochází z roku 1996 a je postavený na původním dvoustupňovém kruhovém soklu. Pranýř je po částečné rekonstrukci poté, co byl v roce 2005 poškozen parkujícím automobilem.

## Galerie

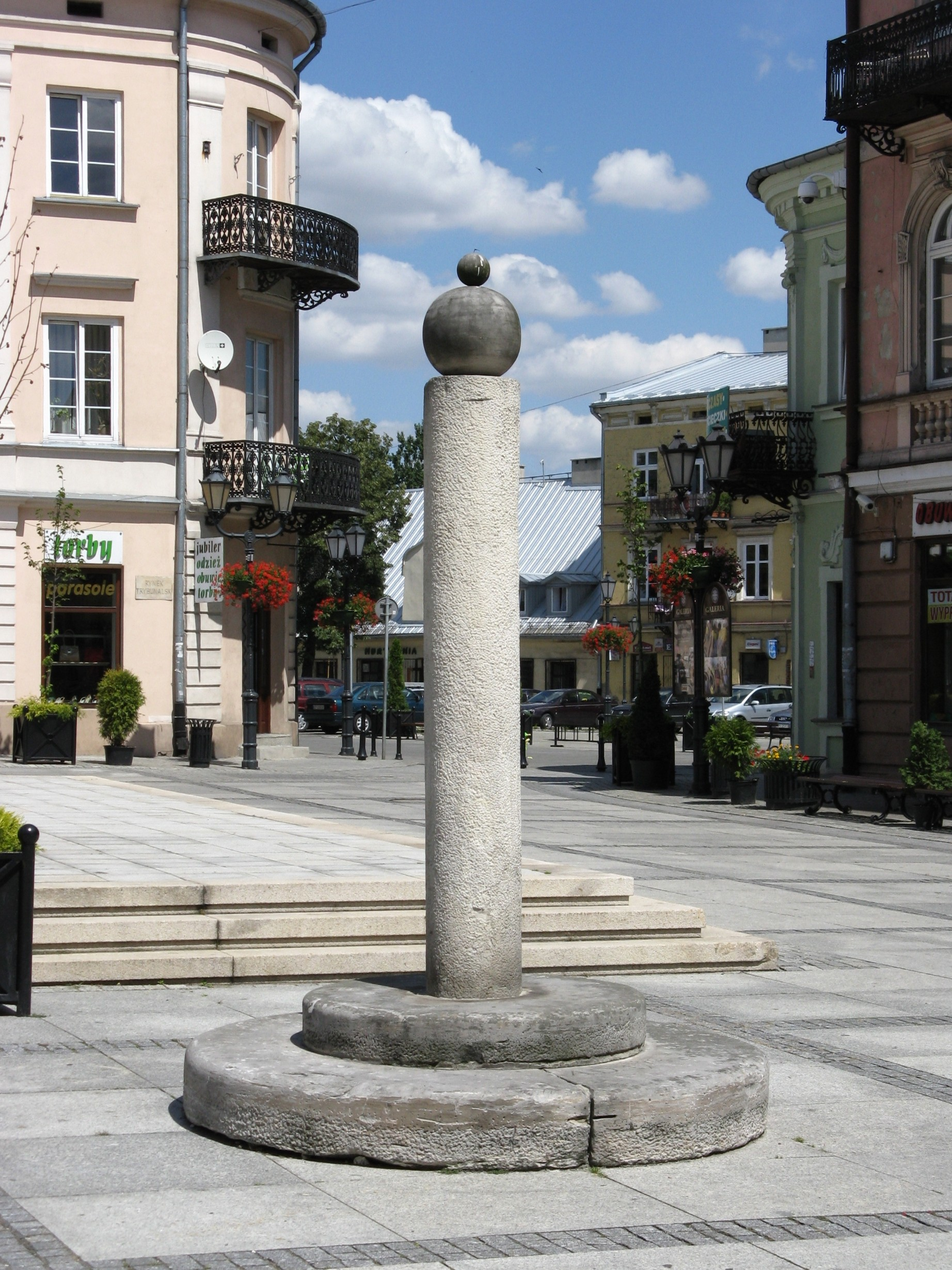
Umístění pranýře na naměstí
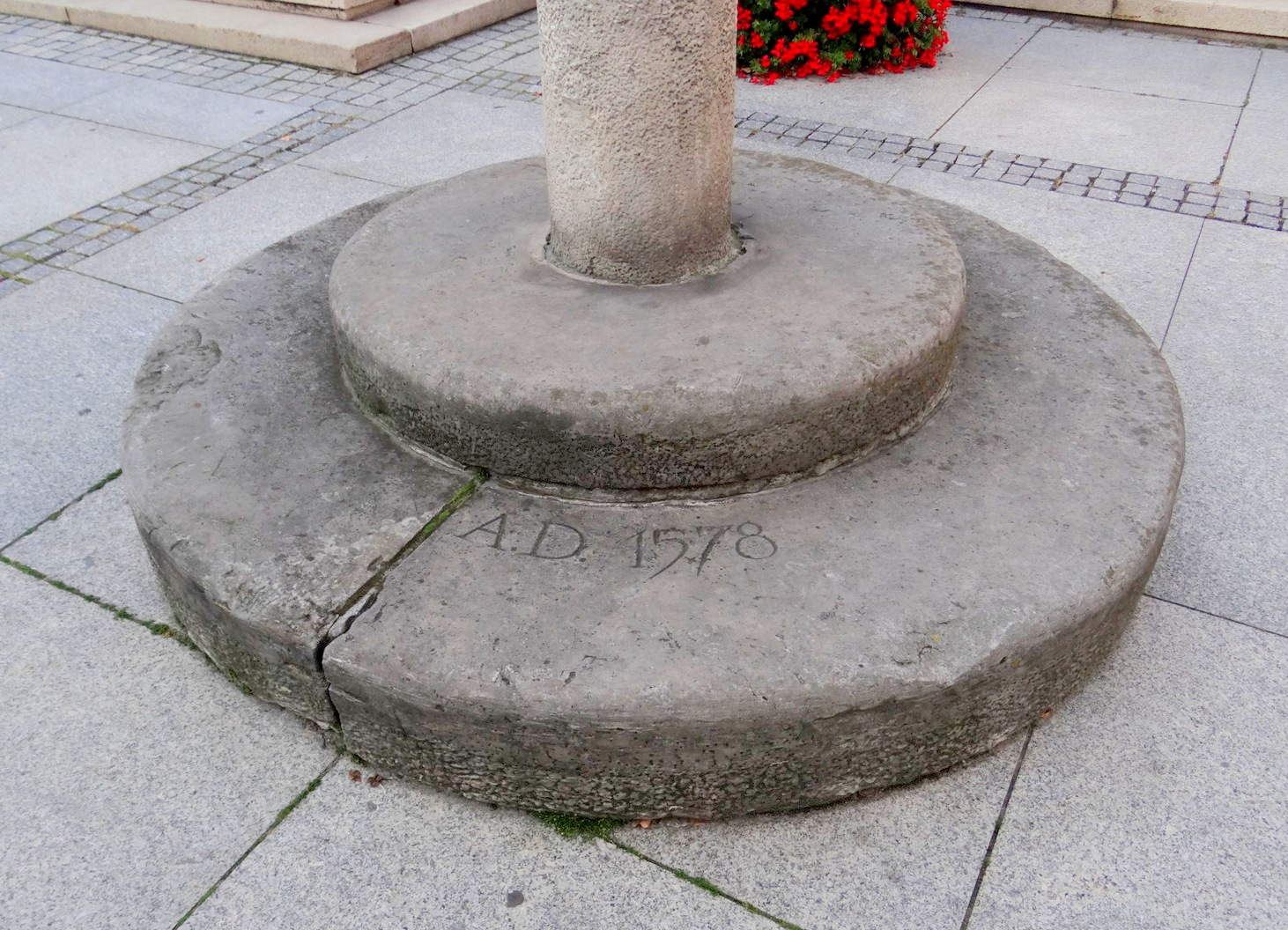
Detail vetknutí pranýže